# Markgraf-Albrecht-Gymnasium Osterburg
Das Markgraf-Albrecht-Gymnasium ist ein allgemeinbildendes Gymnasium in Osterburg in der Altmark.

## Geschichte
1859 wurde die Schule als Königlich Preußisches Lehrerseminar erbaut. Zu DDR-Zeiten hieß die Schule POS Ernst Schneller.
Das Gymnasium profitiert im Zuge von Sanierungen 2017–2019 vom Fördermittelprogramm STARK III.

## Persönlichkeiten
- Martina Guse (* 1962), Schauspielerin
- Nico Schulz (* 1973), Politiker